# Гузятино (селище, Тверська область)
Гузятино (рос. Гузятино) — селище в Бологовському районі Тверської області Російської Федерації.
Населення становить 362 особи. Входить до складу муніципального утворення Гузятинське сільське поселення.

## Історія
Від 2005 року входить до складу муніципального утворення Гузятинське сільське поселення.

## Населення
| 2010 |
| ---- |
| 362  |